# Ізабела (газове родовище)
Ізабела — мале офшорне газове родовище у хорватському секторі Адріатичного моря, у 57 км на північний захід від Пули.

## Загальний опис
Ізабелу відкрили дещо північніше від більш значного родовища Івана, яке виконує роль хабу для всієї північної частини хорватського сектору. Поклади газу виявлені у пісковиках епохи плейстоцену, а запаси станом на початок видобутку оцінювались у 1,4 млрд м3.
Розробку родовища здійснюють спільно італійська Edison (70 % участі) та хорватська нафтогазова компанія INA. Через суперечку між партнерами відносно напрямків транспортування та продажу газу введення в експлуатацію Ізабели, інфраструктура якої була готова вже у 2010 році, відтермінували до 2014-го. У підсумку Edison імпортує до Італії 50 % продукції Ізабели.
В межах проекту розробки встановили дві платформи:
- Izabela North, яка обслуговує 3 свердловини та споруджена за одноопорною схемою (монопод). Встановлена в районі з глибиною моря 36,6 метра, платформа має опорну основу («джекет») вагою 300 тон та надбудову з обладнанням («топсайд») вагою 420 тон;
- Izabela South, яка обслуговує 2 свердловини та споруджена за чотириопорною основою (тетрапод). «Джекет» цієї встановленої в районі з глибиною моря 37,5 метра споруди важить 550 тон, а «топсайд» 800 тон.
Від Izabela North до Izabela South прокладено газопровід діаметром 250 мм та довжиною 3,1 км, крім того, для перекачування сепарованої води у зворотньому напрямку існує трубопровід діаметром 75 мм.
Від Izabela South до компресорної платформи Ivana К прокладено газопровід діаметром 400 мм та довжиною 26,3 км.
З родовища Івана в свою чергу існують підключення як до хорватської газотранспортної системи (термінал в Пулі з виходом на газопровід Пула — Карловац), так і до італійської (платформа родовища Гарібальді).